# (11621) Duccio
(11621) Duccio (1996 PJ5) – planetoida z grupy pasa głównego asteroid okrążająca Słońce w ciągu 5,74 lat w średniej odległości 3,2 j.a. Odkryta 15 sierpnia 1996 roku.